# West Air Sweden
West Air Sweden, operando como West Atlantic, es una aerolínea de carga con sede en Malmö, Suecia. Opera servicios chárter de carga regulares y puntuales para FedEx, DHL y UPS. También está contratada para operar vuelos de correo para diversos servicios postales en Europa. Sus bases principales son el Aeropuerto de París-Charles de Gaulle y el Aeropuerto de Oslo-Gardermoen.

## Historia
Desde 2011, la aerolínea ha formado parte del Grupo West Atlantic junto con la aerolínea de carga británica West Atlantic UK, ambas aerolíneas operan como West Atlantic con sede en Suecia.

## Flota

### Flota actual
La flota de la aerolínea está compuesta en la actualidad por las siguientes aeronaves:
| Aeronaves       | En servicio | Pedidos | Matrículas                                      | Antigüedad                                      | Notas                                           |
| --------------- | ----------- | ------- | ----------------------------------------------- | ----------------------------------------------- | ----------------------------------------------- |
| Boeing 737-800F | 1           | 1       | SE-RLJ                                          | 22,2 años                                       |                                                 |
| Boeing 737-800F | 1           | 1       | SE-RLI                                          | 25,5 años                                       | Por entregar                                    |
| Boeing 757-200F | 1           | —       | SE-RLE                                          | 24,2 años                                       |                                                 |
| Total           | 2           | 1       | Edad media de la flota (junio de 2025): 24 años | Edad media de la flota (junio de 2025): 24 años | Edad media de la flota (junio de 2025): 24 años |

### Flota histórica
| Aeronaves                   | Total | Introducido | Retirado | Matrículas |
| --------------------------- | ----- | ----------- | -------- | --- |
| ATR 42-300F                 | 2     | 2012        | 2013     | SE-MGE y SE-MGG |
| ATR 72-200F                 | 11    | 2005        | 2015     | SE-MGT, SE-LVK, OY-CIV, F-GKPC, F-GKPE, SE-MGH, SE-MGI, SE-MGJ, SE-MGL, SE-MGM y SE-MGN |
| Boeing 767-200F             | 4     | 2015        | 2020     | SE-RLC, SE-RLB, SE-RLA y SE-RLD |
| Boeing PT-13 Kaydet         | 1     | 1993        | 1995     | SE-BOF |
| Bombardier CRJ-200F         | 3     | 2007        | 2023     | SE-DUX, SE-DUY y SE-RIF |
| British Aerospace 146-200QT | 1     | 2006        | 2009     | SE-DRN |
| British Aerospace ATP(F)    | 38    | 2000        | 2023     | SE-MAF, SE-MAH, SE-MAM, SE-MAN, SE-MHC, SE-MHD, SE-MAI, SE-MAO, SE-MHE, SE-MHF, SE-MHG, SE-MHH, SE-MHI, SE-LHX, SE-LGZ, SE-LGU, SE-MHK, SE-LGV, SE-LGY, SE-LGX, SE-MAP, SE-MAJ, SE-MAK, SE-LPV, SE-LPS, SE-MAY, G-BTZG, G-BTZH, G-BTZK, SE-MAR, SE-KXP, SE-LPR, SE-LPT, SE-LHZ, SE-LPU, SE-LNX, SE-LNY y SE-LPX |
| Fokker F27 Friendship       | 1     | 2002        | 2002     | HB-ITY |
| Hawker Siddeley HS 748      | 12    | 1996        | 2006     | SE-LIE, SE-LIF, SE-LEY, SE-LIC, SE-LIA, SE-LEG, SE-LEK, SE-LEO, SE-LEX, SE-LID, SE-LIB y SE-LIC* |

## Accidentes e incidentes
- El 8 de enero de 2016, el vuelo 294 de West Air Sweden, un Bombardier CRJ200, operaba un vuelo de carga desde el aeropuerto de Oslo-Gardermoen, al aeropuerto de Tromsø-Langnes, cuando perdió contacto por radar poco después de declararse la emergencia a las 23:31 horas. Posteriormente, el avión fue localizado tras impactar contra la ladera de una montaña al noroeste del lago Akkajaure, a unos 10 km de la frontera con Noruega, en una zona montañosa sin acceso por carretera. El vuelo transportaba 4,5 toneladas de correo y paquetes. Ambos pilotos fallecieron en el accidente.[5]